# Fritz Koch (Maler, 1951)
Fritz Koch (* 1951 in Schwarmstedt) ist ein deutscher Zeichner und Maler. Er lebt und arbeitet in Hamburg.

## Leben
Fritz Koch studierte von 1973 bis 1981 an den Kunsthochschulen in Hamburg bei Rudolf Hausner und in Braunschweig, unter anderem bei Malte Sartorius, ab 1980 als Meisterschüler. Von 1978 bis 1980 war er Stipendiat der Studienstiftung des deutschen Volkes. 1981–82 studierte er an der St. Martin’s School of Art in London.
Verschiedene Ausstellungen waren seinem Werk gewidmet, so 1991 in der Freien Akademie der Künste in Hamburg und 2001 im Emslandmuseum Schloss Clemenswerth in Sögel, ferner 1993 in der Städtischen Galerie im Park Viersen.
1994 erhielt er den „Joseph und Anna Fassbender-Preis“ der Stadt Brühl.

## Werk

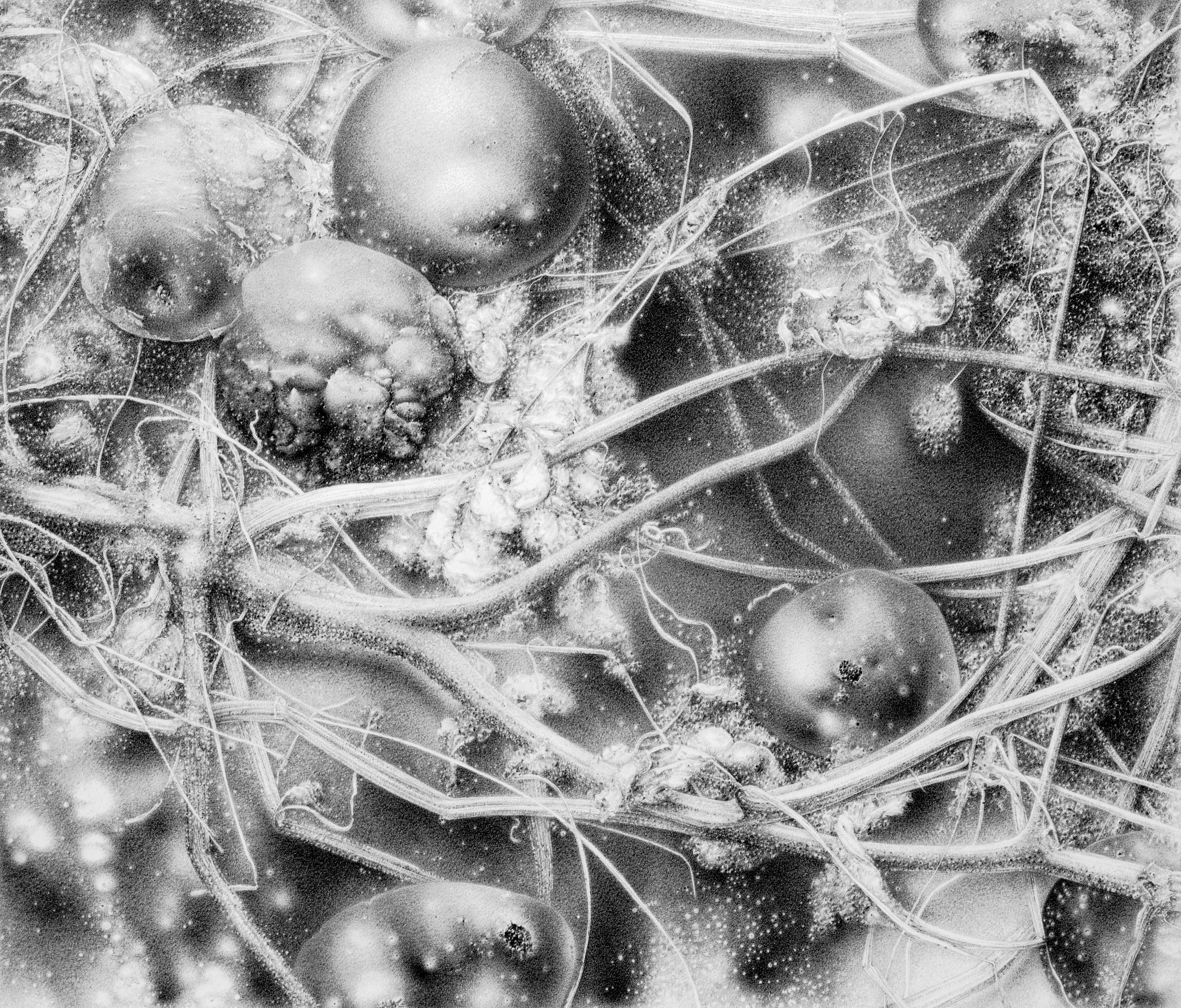
Landschaft(Kartoffeln), Bleistift auf Karton, 1990/91, 28,5 × 33 cm

Von Fritz Koch existieren einige Öl-/Acrylbilder. Primär aber arbeitet er mit Bleistift auf Papier. Dabei entstehen stark differenzierte, detailliert durchgebildete, zum Teil großformatige, „lupengenaue“ Exponate, die auch als Graphitbilder bezeichnet werden.

## Motive

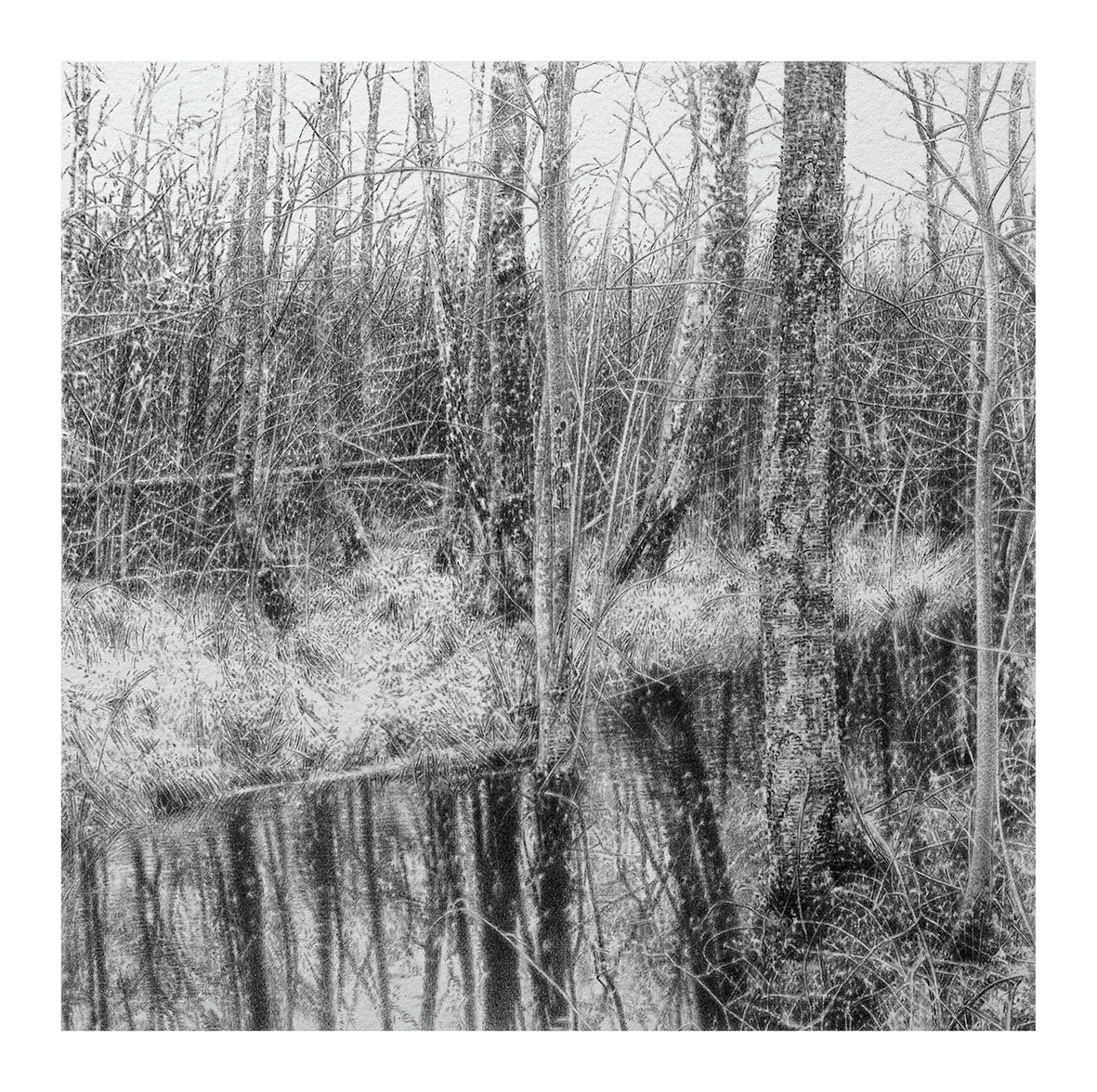
Hinter Tobolsk, Zeichnung auf Karton (2017/18), 20,9 cm × 20,9 cm

Zu Kochs bevorzugten Motiven gehören Ausschnitte moderner Agrarlandschaften (Mais-, Rüben-, Kartoffelfelder etc.), außerdem Imaginationen „flächendeckender Urzustände“, also Landschaften ohne Spuren menschlicher Eingriffe. Zu diesem Themenbereich gehören Arbeiten wie „Tunguska“ (2015) und „Hinter Tobolsk“ (2017–18).
Hinzukommen einzelne Objekte aus Flora und Fauna, die hier, im physikalisch-chemischen Prozess ihres Zerfalls, zwischen Mikrokosmos und Makrokosmos zu schweben scheinen. Auflösung und Formwerdung werden dargestellt als ein sich gegenseitig bedingender Prozess, als ein Naturkreislauf, bei dem Organismen ihre Gestalt verändern, sich auflösen, um Neues hervorzubringen.
Unter der Überschrift „Kosmos im Dreck“ beschreibt Dieter Asmus Formen und Texturen der Arbeiten Kochs. Er spricht vom „Mikrokosmos der Erdstrukturen“, der sich öffnet und den Betrachter umso stärker auch an den Weltraum denken lässt, je näher er an das Bild herantritt. In der Darstellung eines zerfallenden Bovisten aus dem Jahr 2018, die die Bezeichnung „Komet Churyumov-Gerasimenko“ (Tschurjumow-Gerassimenko) trägt, wird dieser Aspekt bereits im Titel angesprochen. Koch bringt damit auch verbal zum Ausdruck, dass es um die Fixierung allumfassender, universeller Strukturen geht, die sich ausbilden bei interstellaren Prozessen ebenso wie bei der sukzessiven Auflösung eines Bovisten.

## Bedeutung

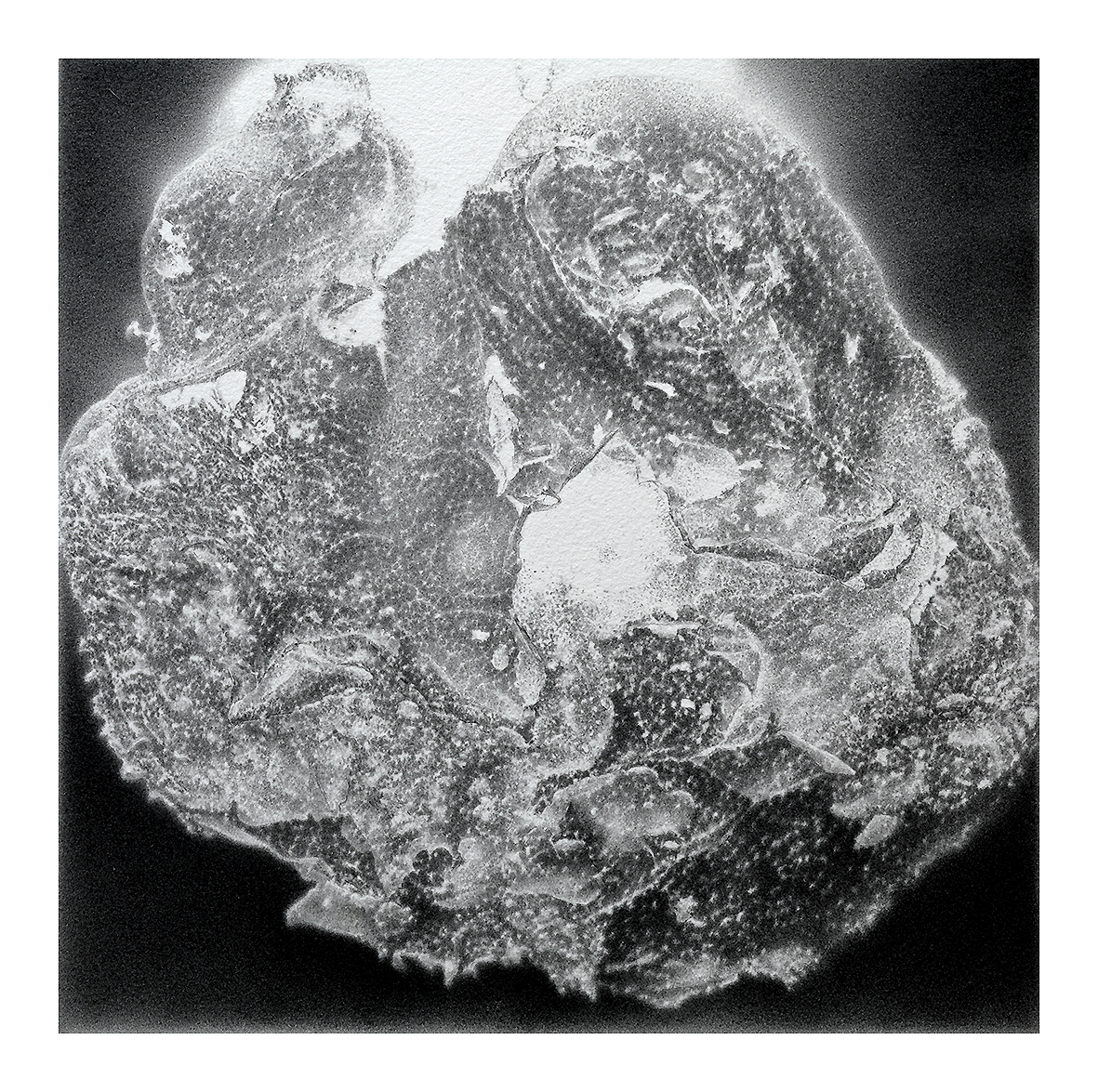
Komet(Churyumov-Gerasimenko), Zeichnung auf Karton (2018), 23,0 cm × 23,2 cm

Seine Arbeiten führen ästhetische Wahrnehmung und naturwissenschaftliche Befunde zusammen, so dass zeitgenössische Landschafts-Bilder entstehen. Dazu die Schriftstellerin Brigitte Kronauer: „Noch nie aber ist wohl die Phantastik heutiger Naturwissenschaft in Verbindung mit dem ´Faktum möglicher Sterblichkeit´ aller Wesen und ihrem Gestaltenwandel so anschaulich geworden wie bei diesem Zeichner.“

## Ausstellungen
Wichtige Ausstellungsbeteiligungen (neben den o.a. Einzelausstellungen)
- 1976: Kunstverein Hannover, Herbstausstellung
- 1980: Deutscher Künstlerbund, Ausstellung in Hannover
- 1984: Deutscher Künstlerbund, Ausstellung in Frankfurt
- 1985: „Krankheit und Kranksein in der Gegenwartskunst“, Kulturamt der Stadt Marburg
- 1990/91: „Vertrauen ins Bild“, Museum Bochum, Stadtgalerie Kiel
- 1991/92: „…den Mops verdoppeln? Realismus heute“, Städtische Galerie im Park Viersen
- 1992: „Nordbild-Noordbeeld“, Landesmuseum Oldenburg, Drents Museum, Assen, Ndl.
- 1993: „1. Realismus-Triennale“, Martin-Gropius-Bau, Berlin
- 2001: „Den Dingen auf den Grund gegangen“, Emslandmuseum Schloß Clemenswerth
- 2001: „Visionen des Wirklichen“, Städtische Galerie im Park Viersen
- 2004: Galerie vom Zufall und vom Glück in der Städtischen Galerie KUBUS, Galerie der Niedersächsischen Lottostiftung in Hannover
- 2006/07: „Stillleben“, Städtische Galerie im Park Viersen
- 2010/11: „Realismus – Das Abenteuer der Wirklichkeit“, Kunsthalle Emden; Kunsthalle der Hypo-Kulturstiftung, Kunsthal Rotterdam
- 2013/14: „Small world“,Galerie im Park (KulturAmbulanz), Klinikum Bremen-Ost
- 2017: „On Landscape“, Galerie Artdocks Bremen
- 2018: „Preparing for Darkness“, Kühlhaus Berlin (Eisfabrik (Berlin-Mitte))
- 2018: „Kunst- und Filmbiennale“ Worpswede
- 2019/20: „Tunguska“, Literaturhaus Berlin